# 第52回ニューヨーク映画批評家協会賞
『第52回ニューヨーク映画批評家協会賞』は、1986年の優秀な映画に贈られた賞である。1986年12月15日に発表され、1987年1月25日に贈られた。

## 受賞
- 作品賞：
  - ハンナとその姉妹

- 主演男優賞：
  - ボブ・ホスキンス - モナリザ

- 主演女優賞：
  - シシー・スペイセク - ロンリー・ハート

- 助演男優賞
  - ダニエル・デイ＝ルイス - マイ・ビューティフル・ランドレット、眺めのいい部屋

- 助演女優賞
  - ダイアン・ウィースト - ハンナとその姉妹

- 監督賞：
  - ウディ・アレン - ハンナとその姉妹

- 脚本賞：
  - ハニフ・クレイシ - マイ・ビューティフル・ランドレット

- 撮影賞
  - トニー・ピアース＝ロバーツ - 眺めのいい部屋

- ドキュメンタリー賞
  - MARLENE/マレーネ

- 外国語映画賞：
  - アメリカ帝国の滅亡